# Andriej Korieszkow
Andriej Andriejewicz Korieszkow (ros. Андрей Андреевич Корешков; ur. 23 sierpnia 1990 w Omsku) – rosyjski zawodnik mieszanych sztuk walki (MMA) oraz pankrationu. Mistrz świata w pankrationie z 2010 oraz mistrz Bellator MMA w wadze półśredniej z 2015.

## Kariera sportowa
Korieszkow od najmłodszych lat trenował sporty walki m.in. popularne w Rosji systemy walki, sambo oraz pankration - w tym ostatnim w 2010 na odbywających się w Krakowie Mistrzostwach Świata FILA w zapasach zdobył złoty medal w kat. -75 kg. W tym samym roku na I Igrzyskach Sportów Walki w Pekinie zajął 1. miejsce w kat. -80 kg.

## Kariera MMA
W październiku tego samego roku zadebiutował zawodowo w MMA pokonując Aleksieja Arianzajewa przez poddanie. Do końca 2011 uzyskał bilans 8-0 na lokalnych rosyjskich galach po czym na początku 2012 związał się z czołową amerykańską organizacją Bellator MMA. Na przestrzeni 2012 roku stoczył pięć pojedynków, wszystkie wygrane m.in. nad byłym mistrzem Dream Mariusem Žaromskisem oraz Lymanem Goodem w ramach turnieju wagi półśredniej który wygrał zostając pretendentem do pasa mistrzowskiego. 31 lipca 2013 zmierzył się o tytuł z ówczesnym mistrzem Benem Askrenem ulegając mu w 4. rundzie przez techniczny nokaut notując tym samym pierwszą zawodową porażkę w MMA. 
W 2014 wygrał kolejny turniej wagi półśredniej, otrzymując kolejny raz szansę walki o mistrzostwo tym razem z nowym mistrzem Douglasem Limą. 17 lipca 2015 na gali Bellator 140 wypunktował Limę na przestrzeni pięciu rund i odebrał mu pas mistrzowski. W pierwszej obronie wywalczonego pasa 22 kwietnia 2016 na Bellator 153 pokonał byłego mistrza UFC Bensona Hendersona jednogłośnie na punkty. 
10 listopada 2016 na gali Bellator 164 w Tel Awiwie, stracił pas mistrzowski na rzecz Douglasa Limy, który w rewanżu znokautował go w 3. rundzie.

## Osiągnięcia
Mieszane sztuki walki
- 2012: Bellator Season 7 Welterweight – 1. miejsce w turnieju wagi półśredniej
- 2014: Bellator Season 10 Welterweight – 1. miejsce w turnieju wagi półśredniej
- 2015–2016: Mistrz Bellator MMA w wadze półśredniej

Pankration
- 2010: Mistrzostwa Świata FILA w Zapasach – 1. miejsce w kat. -75 kg (Kraków)
- 2010: I Igrzyska Sportów Walki – 1. miejsce w kat. -80 kg (Pekin)

Walka wręcz
- 2013: Mistrzostwa Rosji w walce wręcz – 1. miejsce[9]

## Lista walk w MMA
| Wynik     | Bilans | Przeciwnik               | Rozstrzygnięcie                             | Runda | Czas | Rozgrywki                                     | Data       | Miejsce        | Uwagi                                                                |
| --------- | ------ | ------------------------ | ------------------------------------------- | ----- | ---- | --------------------------------------------- | ---------- | -------------- | -------------------------------------------------------------------- |
|           |        | Magomied Umałatow (17-1) |                                             |       |      | PFL 2025 World Tournament: Semifinals 1       | 12.06.2025 | Nashville      | Pojedynek rezerwowy turnieju PFL 2025 w wadze półśredniej.           |
| Przegrana | 28-6   | Jason Jackson (18-5)     | Poddanie (duszenie zza pleców)              | 2     | 4:21 | PFL 2025 World Tournament: First Round 1      | 03.04.2025 | Orlando        | Ćwierćfinał turnieju PFL 2025 w wadze półśredniej. Main Event.       |
| Wygrana   | 28-5   | Goiti Yamauchi (29-6)    | Decyzja (jednogłośna)                       | 3     | 5:00 | PFL 6: 2024 Regular Season                    | 28.06.2024 | Sioux Falls    | Playoffy sezonu regularnego PFL 2024 w wadze półśredniej.            |
| Przegrana | 27-5   | Magomed Umalatow (14-0)  | Decyzja (jednogłośna)                       | 3     | 5:00 | PFL 3: 2024 Regular Season                    | 19.04.2024 | Chicago        | Playoffy sezonu regularnego PFL 2024 w wadze półśredniej. Main Event |
| Wygrana   | 27-4   | Lorenz Larkin            | Decyzja (niejednogłośna)                    | 3     | 5:00 | Bellator MMA vs. RIZIN 2: McKee vs. Pitbull   | 29.07.2023 | Saitama        | Debiut w Bellator MMA                                                |
| Wygrana   | 26-4   | Leonardo Cavalheiro      | TKO (ground and pound)                      | 2     | 3:39 | Shlemenko FC 4                                | 18.06.2022 | Omsk           | Main Event                                                           |
| Wygrana   | 25-4   | Chance Rencountre        | KO (obrotówka na korpus)                    | 1     | 0:38 | Bellator 274                                  | 19.02.2022 | Uncasville     | Co-Main Event                                                        |
| Wygrana   | 24-4   | Sabah Homasi             | Decyzja (jednogłośna)                       | 3     | 5:00 | Bellator 264                                  | 13.08.2021 | Uncasville     | Co-Main Event                                                        |
| Wygrana   | 23-4   | Adriano Rodrigues        | Poddanie (dźwignia prosta na staw łokciowy) | 1     | 4:38 | AMC Fight Nights: Koreshkov vs. Rodrigues     | 23.02.2021 | Soczi          | Main Event                                                           |
| Przegrana | 22-4   | Lorenz Larkin            | Decyzja (niejednogłośna)                    | 3     | 5:00 | Bellator 229                                  | 04.10.2019 | Temecula       | Main Event                                                           |
| Wygrana   | 22-3   | Mike Jasper              | Decyzja (jednogłośna)                       | 3     | 5:00 | Bellator 219                                  | 29.03.2019 | Temecula       |                                                                      |
| Przegrana | 21-3   | Douglas Lima             | Poddanie (duszenie zza pleców)              | 5     | 3:04 | Bellator 206                                  | 29.09.2018 | San Jose       | Ćwierćfinał Grand Prix w wadze półśredniej                           |
| Wygrana   | 21-2   | Vaso Bakočević           | KO (obrotówka na korpus)                    | 1     | 1:06 | Bellator Rome: Pitbull vs. Weichel 2          | 14.07.2018 | Rzym           |                                                                      |
| Wygrana   | 20-2   | Chidi Njokuani           | TKO (cios pięścią i łokciami)               | 1     | 4:08 | Bellator 182                                  | 25.08.2017 | Verona         |                                                                      |
| Przegrana | 19-2   | Douglas Lima             | KO (cios pięścią)                           | 3     | 1:21 | Bellator 163                                  | 10.11.2016 | Tel Awiw-Jafa  | Stracił pas mistrzowski Bellator MMA w wadze półśredniej             |
| Wygrana   | 19-1   | Benson Henderson         | Decyzja (jednogłośna)                       | 5     | 5:00 | Bellator 153                                  | 22.04.2016 | Uncasville     | Obronił pas mistrzowski Bellator MMA w wadze półśredniej             |
| Wygrana   | 18-1   | Douglas Lima             | Decyzja (jednogłośna)                       | 5     | 5:00 | Bellator 140                                  | 17.07.2015 | Uncasville     | Zdobył pas mistrzowski Bellator MMA w wadze półśredniej              |
| Wygrana   | 17-1   | Adam McDonough           | Decyzja (jednogłośna)                       | 3     | 5:00 | Bellator 122                                  | 25.07.2014 | Temeluca       | Finał 10 sezonu turnieju Bellator MMA w wadze półśredniej            |
| Wygrana   | 16-1   | Justin Baesman           | KO (latające kolano)                        | 1     | 1:41 | Bellator 118                                  | 02.05.2014 | Atlantic City  | Półfinał 10 sezonu turnieju Bellator MMA w wadze półśredniej         |
| Wygrana   | 15-1   | Nah-Shon Burrell         | KO (kolano i ciosy pięściami)               | 1     | 0:41 | Bellator 112                                  | 14.03.2014 | Hammond        | Ćwierćfinał 10 sezonu turnieju Bellator MMA w wadze półśredniej      |
| Wygrana   | 14-1   | David Gomez              | Decyzja (jednogłośna)                       | 3     | 5:00 | FEFoMP: Battle Empires 3                      | 14.12.2013 | Chabarowsk     |                                                                      |
| Przegrana | 13-1   | Ben Askren               | TKO (ciosy pięściami)                       | 4     | 2:58 | Bellator 97                                   | 31.07.2013 | Rio Rancho     | Pojedynek o pas mistrzowski Bellator MMA w wadze półśredniej         |
| Wygrana   | 13-0   | Lyman Good               | Decyzja (jednogłośna)                       | 3     | 5:00 | Bellator 82                                   | 30.11.2012 | Mount Pleasant | Finał 7 sezonu turnieju Bellator MMA w wadze półśredniej             |
| Wygrana   | 12-0   | Marius Žaromskis         | KO (ciosy pięściami)                        | 1     | 2:14 | Bellator 78                                   | 26.10.2012 | Dayton         | Półfinał 7 sezon turnieju Bellator MMA w wadze półśredniej           |
| Wygrana   | 11-0   | Jordan Smith             | Decyzja (jednogłośna)                       | 3     | 5:00 | Bellator 74                                   | 28.09.2012 | Atlantic City  | Ćwierćfinał 7 sezon turnieju Bellator MMA w wadze półśredniej        |
| Wygrana   | 10-0   | Derrick Krantz           | KO (kolano i ciosy pięściami)               | 3     | 0:51 | Bellator 69                                   | 18.05.2012 | Lake Charles   |                                                                      |
| Wygrana   | 9-0    | Tiawan Howard            | KO (ciosy pięściami)                        | 1     | 1:26 | Bellator 63                                   | 30.03.2012 | Uncasville     |                                                                      |
| Wygrana   | 8-0    | Kyacey Uscola            | TKO (ciosy pięściami)                       | 1     | 4:03 | FEFoMP: Battle of Empires                     | 17.12.2011 | Chabarowsk     |                                                                      |
| Wygrana   | 7-0    | Tadas Aleksonis          | Poddanie (duszenie D'Arce)                  | 2     | 4:25 | Union of Veterans of Sport: Russia vs. Europe | 19.11.2011 | Nowosybirsk    |                                                                      |
| Wygrana   | 6-0    | Todor Żeleznikow         | TKO (ciosy pięściami)                       | 1     | 3:46 | FEFoMP: Open Championship of Vladivostok      | 28.05.2011 | Władywostok    |                                                                      |
| Wygrana   | 5-0    | Eldad Liewi              | TKO (ciosy pięściami)                       | 2     | 3:47 | FEFoMP: Mayor's Cup 2011                      | 07.05.2011 | Chabarowsk     |                                                                      |
| Wygrana   | 4-0    | Abduła Dadajew           | Poddanie (dźwignia prosta na staw łokciowy) | 1     |      | League S-70: Sambo 70 vs. Spain               | 21.04.2011 | Moskwa         |                                                                      |
| Wygrana   | 3-0    | Eduardo Conceição        | KO (cios kolanem)                           | 1     | 0:11 | Fight Festival 30                             | 12.03.2011 | Helsinki       |                                                                      |
| Wygrana   | 2-0    | Anzor Kardianow          | KO (kolano i ciosy pięściami)               | 1     | 2:03 | Union of Veterans of Sport: Cup of Friendship | 04.12.2010 | Nowosybirsk    |                                                                      |
| Wygrana   | 1-0    | Aleksiej Arianzajew      | Poddanie (dźwignia prosta na staw łokciowy) | 1     | 1:00 | FEFoMP: Open Championship of Vladivostok      | 23.10.2010 | Władywostok    | Debiut w MMA                                                         |